# Francesco Ferdinando d'Avalos
Francesco Fernando d’Avalos d’Aquino d’Aragona (asi 1530 – 1571) byl vrchním velitelem španělské armády v Lombardii a Piemontu, guvernérem Milánského vévodství (v letech 1560– 1563) a místokrál sicilský (1568–71).
Narodil se jako nejstarší syn markýze Alfonse d'Avalos a jeho manželky Marie. Byl důvěrníkem španělského krále Filipa IV. Španělského, který ho jmenoval svým zástupcem na tridentském koncilu.
Roku 1552 se oženil s Isabellou Gonzaga, dcerou Federica II Gonzaga. Měli spolu celkem dvě děti:
- Alfonso Felice d'Avalos d'Aquino d'Aragona (1564–1593), princ z Francavilla
- Tommaso d'Avalos d'Aquino d'Aragona (zemřel roku 1622), hrabě z Castelluccio